# Antoine Ricouart d'Hérouville (1713-1782)
Antoine Ricouart d'Hérouville (1713-1782), comte d'Hérouville, lieutenant général des armées du Roi fut un militaire de haut-rang, un scientifique et l'un des premiers entrepreneurs du charbon français du XVIIIe siècle. 

## Biographie
Antoine de Ricouart était le fils unique de Jacques-Antoine de Ricouart (1682–1760), chevalier et marquis d’Hérouville et de Marie-Gabrielle Nivelle de la Chaussée. Cette famille originaire du Vexin, près de Rouen, détenait la terre d’Hérouville, érigée en comté par lettres patentes de décembre 1654 et enregistrées un peu plus tard le 14 septembre 1657, en faveur d'Antoine Ricouart (dates inconnues) maîtres des requêtes dont le frère, Jacques était l’aïeul du défunt Jacques-Antoine Ricouart, marquis d’Hérouville et père du marquis d'Hérouville.
Né à Paris en 1713, Antoine de Ricouart d'Hérouville fut nommé colonel du régiment de Bourgogne le 20 février 1734, il est ensuite fait brigadier le 20 février 1743. Deux ans plus tard il accède au rang de maréchal de camp, le 6 juin 1745. C’est le 10 mai 1748 qu’il accède à la fonction importante de lieutenant général des Armées du Roi. Les lieutenants généraux figuraient au rang d’officiers généraux, rang le plus élevé de la hiérarchie militaire en seconde position, juste avant le maréchal de France.
Nommé commandant dans la province de Guyenne en 1754, il servit ensuite de 1757 à 1761, sur les côtes de Picardie, de Flandres et du Boulonnais, à la tête du régiment du Hainaut. Il a alors participé à l'assèchement des marais des Moëres, en Flandres, entre Bergues et Dunkerque, grâce à des patentes obtenues en 1746 et 1758. Il succède ensuite en 1761 à son père, au poste de gouverneur du fort Barraux.
Il était le principal actionnaires de la Compagnie des mines de Montrelais, située en Loire-Atlantique, qui fut l'une des premières mines de charbon françaises, et la deuxième à utiliser, dès 1757 la machine à feu de Thomas Newcomen, qui permettait de pomper l'eau des galeries plus en profondeur dans les mines. Parmi les autres actionnaires, l'un des dirigeants de la chambre d'assurances de Paris, le chevalier Nicolas Robert d'Arcy, banquier d'affaires jacobite, et son neveu venu d'Irlande, Patrick d'Arcy, militaire et physicien, ami du mathématicien Alexis Claude Clairaut. 
Ami du mathématicien royaliste Jean-Étienne Montucla, Antoine Ricouart d'Hérouville est l'auteur du Traité des Légions, paru sous le nom du maréchal de Saxe. Membre des académies de Montauban et de Bordeaux, il est fut parmi les fondateurs de la Société royale d’agriculture de Paris. Il a collaboré à divers recueils scientifiques et littéraires, notamment à l’Encyclopédie méthodique, et a fourni des articles de minéralogie notamment sur le colza et la garance. Il a fourni des Mémoires curieux aux rédacteurs de l’Encyclopédie. On envisageait pour lui un ministère sous Louis XV, mais un mariage jugé « inégal » l'en fit exclure. À sa mort en 1782, il préparait un ouvrage sur l’histoire générale des guerres.
Il épousa en premières noces Louise Gaucher (décédée le 9 juillet 1765) et avec laquelle il eut une fille : Antoinette Louise Claire, née le 15 mars 1759. De son second mariage avec Catherine-Julie d’Arot en 1766, la dernière comtesse de Secondigny, élève à la Maison royale de Saint-Cyr de 1753 à 1763, il n’a aucun enfant. Le couple part vivre à Paris dans le quartier de Saint-Germain-des-Prés. Le marquis d'Hérouville était en effet propriétaire d'un hôtel particulier au 19, avenue du Maine.